# Bednarze (województwo mazowieckie)
Bednarze – wieś w Polsce położona w województwie mazowieckim, w powiecie węgrowskim, w gminie Korytnica. Ma status sołectwa. Leży nad rzeką Liwiec.
| SIMC    | Nazwa | Rodzaj    |
| ------- | ----- | --------- |
| 0675399 | Borek | część wsi |

W latach 1975–1998 miejscowość administracyjnie należała do województwa siedleckiego.
Wierni Kościoła rzymskokatolickiego należą do parafii Matki Bożej Częstochowskiej w Kątach.